# Пся Крев
Пся Крев (пол. Psia Krew) — український графіті колектив, що активно діяв в Києві на початку 2000-х рр.
У своїй практиці учасники «Пся Крев» поєднували методи міського партизанського активізму, графіті-райтингу, стенсіл арту та муралізму. Окрім несанкціонованої активності в публічному просторі колектив також активно експериментував в галузі графічного дизайну, сучасного мистецтва та розвитку і поширенню D.I.Y. культури в Україні.

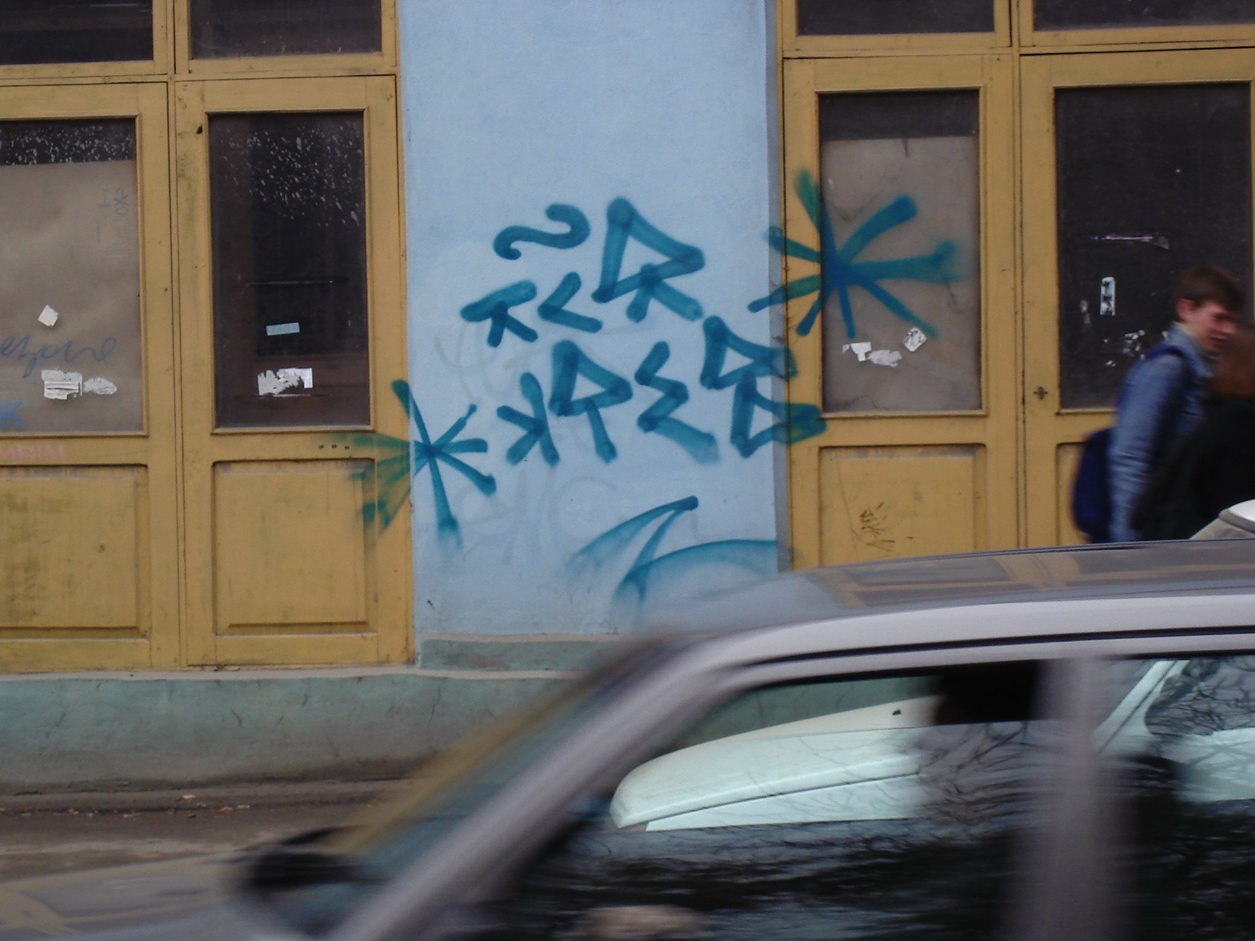
Теґ «Пся Крев» на будинку по вул. Верхній Вал 4, в м. Київ, 2005 рік.

Група складалась з чотирьох учасників, що працювали під псевдонімами: Кіот (справжнє ім'я Олександр Павлов), Ura (справжнє ім'я Юрій Каневський), Homer (справжнє ім'я Саша Курмаз) та Lodek (справжнє ім'я Володимир Воротньов).

## Назва
Пся крев— це запозичення з польської мови, що дослівно перекладається, як «собача кров». Уживається як лайливий вигук, досить поширений в деяких районах Західної України та Білорусі.

## Практика
«Пся Крев» активно використовували всі традиційні для графіті субкультури жанри, а саме — райтинг, теґінг, бомбінг, трейн-бомбінг, а також активно впроваджували більш новітні підходи до роботи з публічним простором такі, як — муралізм та пост-графіті. Незважаючи на певну стилістичну схожість, кожен з учасників розвивав свою індивідуальну пластичну мову.
Особливістю даного колективу, перш за все, полягала в тому, що його представники не обмежували себе виключно стихійною субкультурною діяльністю, але й бурхливо займались культуртрегерством та поширенням різноманітних низових ініціатив у сфері міського розвитку, самоорганізації громад, інді-виробництва, шовкографії та ручної роботи, що втілювалось через організацію відкритих майстерень, поп-ап сейлів та фестивалів на кшталт «Кольори протесту», «Муралісімо», «D.I.Y.stvo».

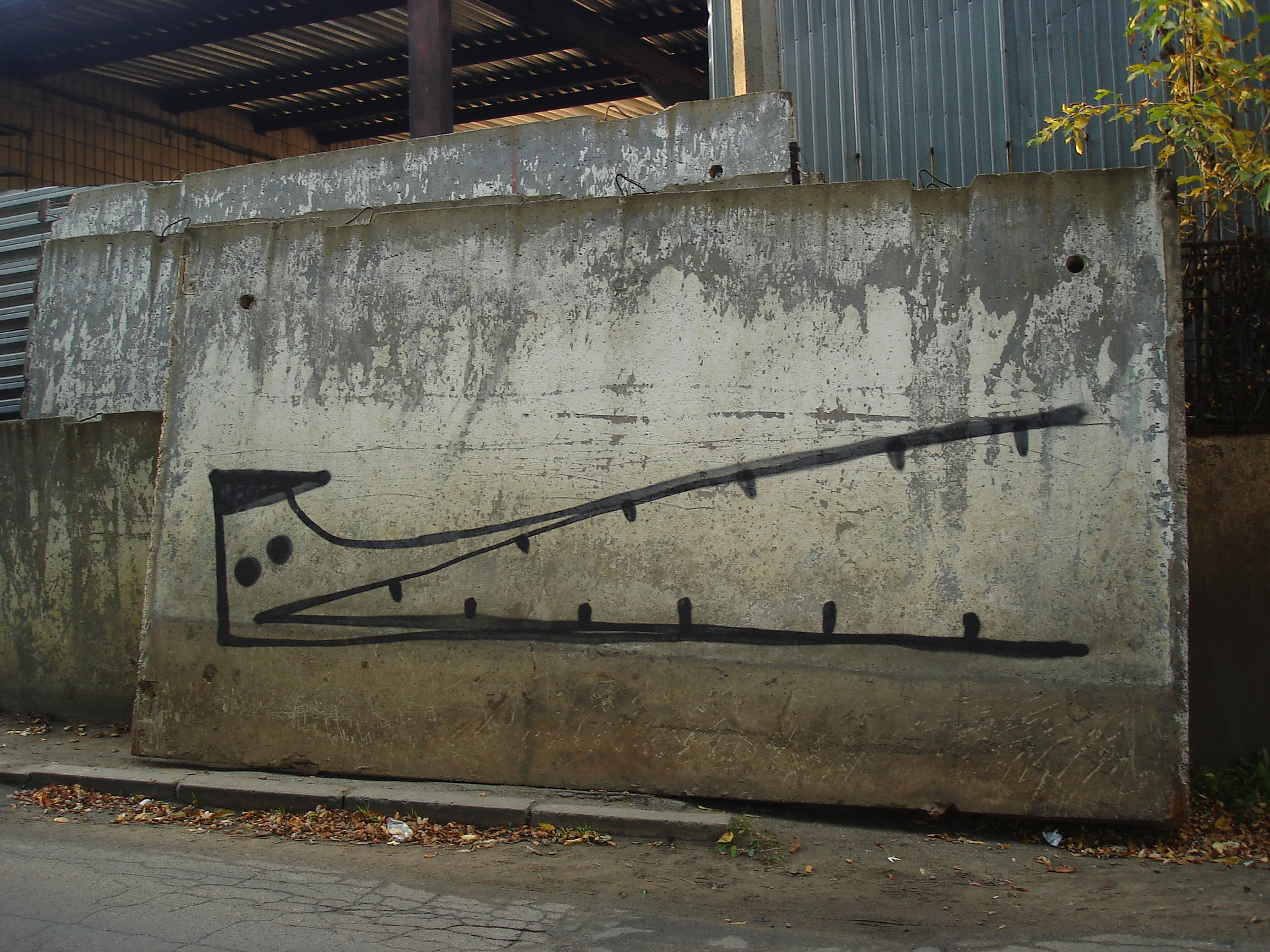
Графічний символ «Alligator» виконаний учасником колективу Юрій Каневський на стіні в м. Київ, 2006 рік.

## Виставкова діяльність

Абстрактне графіті виконане учасником колективу Саша Курмаз на стіні в м. Київ, 2010 рік.

2010 р. «Operation Porcherie» графіті-джем в рамках фестивалю «I love Kiev». Київ, Україна.
2009 р. «Street Baboons». Галерея Лавра. Київ, Україна.
2009 р. Faces & Laces фестиваль на ВДНГ. Москва, Росія.
2008 р. «Strange But Cool». Галерея KyivFineArt, Київ, Україна.
2008 р. «Спільний простір». ст.м. Арсенальна, Київ, Україна.
2008 р. «Нова українська мова». Карась Галерея, Київ, Україна.
2008 р. KIEV DANDYS «С корабля на бал». Галерея Глобус, Санкт-Петербург, Росія.
2007 р. «Проєкт спільнот». Центр Сучасного Мистецтва при НаУКМА, Київ, Україна.
2006 р. «Graffiti in Focus». Центр Сучасного Мистецтва при НаУКМА, Київ, Україна.
2006 р. «Арт-містечко: Шаргород». Міжнародний арт-фестиваль. Шаргород, Україна.